# Acalypha chlorocardia
Acalypha chlorocardia là một loài thực vật có hoa trong họ Đại kích. Loài này được Standl. mô tả khoa học đầu tiên năm 1930.